# Csapat északi összetett az 1998. évi téli olimpiai játékokon
Az 1998. évi téli olimpiai játékokon az északi összetett csapatversenyét február 19-én és 20-án rendezték Hakubában. A versenyt a norvég csapat nyerte meg. Magyar csapat nem vett részt a versenyszámban.

## Eredmények
A csapatok versenyzői síugrásban normálsáncról két-két ugrást teljesítettek, a kapott pontszámokat csapatonként időhátrányokra számították át. 0,6 pont különbség 1 másodperc hátrányt jelentett. A 4 × 5 km-es sífutásban a csapatok első versenyzői az első helyezetthez viszonyított időhátrányok szerint rajtoltak, a célba érkezés sorrendje határozta meg a végeredményt.
A távolságadatok méterben, az időeredmények másodpercben értendők.

### Síugrás, normálsánc
| Hely. | Nemzet                                                                                               | 1. ugrás            | 1. ugrás                      | 2. ugrás            | 2. ugrás                      | Össz. (pont)                  | Időhátrány |
| Hely. | Nemzet                                                                                               | Táv.                | Pont                          | Táv.                | Pont                          | Össz. (pont)                  | Időhátrány |
| ----- | --- | ------------------- | ----------------------------- | ------------------- | ----------------------------- | ----------------------------- | ---------- |
| 1.    | Finnország (FIN) · Jari Mantila · Hannu Manninen · Tapio Nurmela · Samppa Lajunen                    | 88,0 88,5 84,5 86,5 | 437,5 112,5 113,0 103,0 109,0 | 91,0 90,0 86,0 94,5 | 468,5 119,0 116,0 107,5 126,0 | 906,0 231,5 229,0 210,5 235,0 | –          |
| 2.    | Ausztria (AUT) · Mario Stecher · Christoph Bieler · Felix Gottwald · Christoph Eugen                 | 90,5 93,0 84,5 83,0 | 438,0 117,5 102,5 100,5       | 96,5 85,5 90,0      | 465,5 131,0 105,5 113,5 115,5 | 903,5 248,5 223,0 216,0       | +0:04      |
| 3.    | Norvégia (NOR) · Fred Børre Lundberg · Kenneth Braaten · Halldor Skard · Bjarte Engen Vik            | 87,0 90,0 87,5 94,5 | 462,0 109,5 116,5 110 126,0   | 87,0 77,5 89,0 95,5 | 439,0 110,0 87,5 112,5 129,0  | 901,0 219,5 204,0 222,5 255,0 | +0:08      |
| 4.    | Csehország (CZE) · Marek Fiurášek · Ladislav Rygl · Jan Matura · Milan Kučera                        | 81,5 92,0 91,5      | 457,5 97,5 120,0 119,0 121,0  | 79,5 86,5 93,0 92,0 | 443,0 93,0 107,0 123,0 120,0  | 900,5 190,5 227,0 242,0 241,0 | +0:09      |
| 5.    | Japán (JPN) · Mori Szatosi · Tomii Gen · Ogivara Cugiharu · Ogivara Kendzsi                          | 90,5 87,5 89,5 89,0 | 459,5 117,0 111,5 116,0 115,0 | 85,5 85,0 88,0 86,0 | 433,5 106,5 105,5 113,5 108,0 | 893,0 223,5 217,0 229,5 223,0 | +0:21      |
| 6.    | Franciaország (FRA) · Fabrice Guy · Nicolas Bal · Ludovic Roux · Sylvain Guillaume                   | 90,5 87,5 89,5 89,0 | 459,5 117,0 111,5 116,0 115,0 | 85,5 85,0 88,0 86,0 | 433,5 106,5 105,5 113,5 108,0 | 893,0 223,5 217,0 229,5 223,0 | +1:11      |
| 7.    | Németország (GER) · Jens Deimel · Matthias Looß · Thorsten Schmitt · Ronny Ackermann                 | 91,0 86,5 84,5 85,0 | 429,0 115,5 107,5 101,0 105,0 | 91,5 83,0 87,5 85,0 | 432,0 118,5 100,5 109,0 104,0 | 861,0 234,0 208,0 210,0 209,0 | +1:15      |
| 8.    | Oroszország (RUS) · Alekszej Fagyejev · Vlagyimir Liszenyin · Dmitrij Szinyicin · Valerij Sztoljarov | 86,0 70,0 93,5 88,0 | 403,0 104,5 68,5 118,0 112,0  | 84,0 81,5 86,0 91,0 | 423,0 101,0 96,5 106,5 119,0  | 826,0 205,5 165,0 224,5 231,0 | +2:13      |
| 9.    | Egyesült Államok (USA) · Bill Demong · Tim Tetreault · Dave Jarrett · Todd Lodwick                   | 87,5 83,0 84,5 91,0 | 404,0 79,0 102,0 104,0 119,0  | 84,0 81,0 83,5 87,0 | 403,0 96,5 95,0 101,0 110,5   | 807,0 175,5 197,0 205,0 229,5 | +2:45      |
| 10.   | Svájc (SUI) · Marco Zarucchi · Jean-Yves Cuendet · Urs Kunz · Andy Hartmann                          | 81,5 82,5 78,5 89,5 | 402,5 97,0 100,5 89,0 116,0   | 79,0 79,5 80,5 89,5 | 394,5 92,0 93,0 95,0 114,5    | 797,0 189,0 193,5 184,0 230,5 | +3:01      |
| 11.   | Észtország (EST) · Tambet Pikkor · Ago Markvardt · Jens Salumäe · Magnar Freimuth                    | 78,0 76,0 87,0 77,5 | 370,5 90,0 84,0 108,5 88,0    | 80,5 79,5 83,5 79,0 | 379,0 94,0 92,0 101,0 92,0    | 749,5 184,0 176,0 209,5 180,0 | +4:21      |

### 4 × 5 km-es sífutás
| Helyezés | Nemzet                                                                                               | Időh. | Sífutás idő                             | Sífutás hely. | Összesítés |
| -------- | --- | ----- | --------------------------------------- | ------------- | ---------- |
| Arany    | Norvégia (NOR) · Halldor Skard · Kenneth Braaten · Bjarte Engen Vik · Fred Børre Lundberg            | +0:08 | 54:03,5 13:38,6 13:29,1 13:40,1 13:15,7 | 2.            | 54:11,5    |
| Ezüst    | Finnország (FIN) · Samppa Lajunen · Jari Mantila · Tapio Nurmela · Hannu Manninen                    | –     | 55:30,4 13:58,2 14:21,4 13:53,8 13:17,0 | 5.            | 55:30,4    |
| Bronz    | Franciaország (FRA) · Sylvain Guillaume · Nicolas Bal · Ludovic Roux · Fabrice Guy                   | +1:11 | 54:42,4 13:45,3 13:30,4 14:05,2 13:31,5 | 3.            | 55:53,4    |
| 4.       | Ausztria (AUT) · Christoph Eugen · Christoph Bieler · Mario Stecher · Felix Gottwald                 | +0:04 | 56:00,6 14:13,6 14:51,9 13:42,3 13:12,8 | 8.            | 56:04,6    |
| 5.       | Japán (JPN) · Ogivara Cugiharu · Mori Szatosi · Tomii Gen · Ogivara Kendzsi                          | +0:21 | 55:57,8 13:55,6 14:04,5 14:46,9 13:10,8 | 7.            | 56:18,8    |
| 6.       | Németország (GER) · Matthias Looß · Ronny Ackermann · Thorsten Schmitt · Jens Deimel                 | +1:15 | 55:07,0 14:24,3 13:28,3 13:44,7 13:29,7 | 4.            | 56:22,0    |
| 7.       | Svájc (SUI) · Marco Zarucchi · Andy Hartmann · Jean-Yves Cuendet · Urs Kunz                          | +3:01 | 53:40,6 13:33,6 13:33,3 13:41,8 12:51,9 | 1.            | 56:41,6    |
| 8.       | Csehország (CZE) · Marek Fiurášek · Milan Kučera · Jan Matura · Ladislav Rygl                        | +0:09 | 56:55,7 14:50,5 13:27,6 15:19,3 13:18,3 | 10.           | 57:04,7    |
| 9.       | Oroszország (RUS) · Vlagyimir Liszenyin · Valerij Sztoljarov · Alekszej Fagyejev · Dmitrij Szinyicin | +2:13 | 56:21,2 13:58,6 14:19,9 14:33,4 13:29,3 | 9.            | 58:34,2    |
| 10.      | Egyesült Államok (USA) · Dave Jarrett · Tim Tetreault · Bill Demong · Todd Lodwick                   | +2:45 | 55:53,6 14:23,0 14:07,0 14:18,8 13:04,8 | 6.            | 58:38,6    |
| 11.      | Észtország (EST) · Ago Markvardt · Jens Salumäe · Tambet Pikkor · Magnar Freimuth                    | +4:21 | 59:11,9 15:20,1 15:03,5 15:04,5 13:43,8 | 11.           | 1:03:32,9  |